# Orthetrum triangulare
Orthetrum triangulare е вид водно конче от семейство Libellulidae. Видът не е застрашен от изчезване.

## Разпространение
Разпространен е в Афганистан, Бутан, Виетнам, Индия (Аруначал Прадеш, Бихар, Джаму и Кашмир, Западна Бенгалия, Манипур, Мегхалая, Мизорам, Нагаланд, Раджастан, Сиким, Тамил Наду, Утар Прадеш, Харяна и Химачал Прадеш), Индонезия (Суматра и Ява), Китай, Лаос, Малайзия (Западна Малайзия), Мианмар, Непал, Пакистан, Провинции в КНР, Тайван, Тайланд, Хонконг и Шри Ланка.